# Роб Арнольд
Роб Арнольд (англ. Rob Arnold; род. 3 января 1980 г.) — бывший гитарист групп Chimaira и Six Feet Under.

## Личность
В интервью с Roadrunner Records он назвал Кирка Хэмметта, Даймбэга Деррелла, Дэйва Мастейна и Керри Кинга в качестве самых влиятельных, что повлияло на его стиль игры. Некоторые из его любимы групп — Metallica, Megadeth, Slayer, Pantera, Sepultura и Cannibal Corpse. Роб раньше выступал в группе Sanctum, но позже стал лид-гитаристом Chimaira. Роб Арнольд одобряет ESP Guitars и имеет свою собственную модель с формой М, которая основана на ESP LTD M-1000. Они называются РА-2 и РА-3 и настроены на Drop C (CGCFAD). Он также имеет 7-струнной ESP Horizon. Роб недавно выпустил гитару Signature Series с ESP Guitars, которая основана на его собственной модели. Она называется ESP LTD RA-600. У него также есть учебный DVD Rock House, в котором рассказывает о соло, риффах, и написания песен. 
Роб Так же является лидирующим гитаристом своего сайд-проекта «The Elite». Они выпустили EP под названием «ww3» в июле 2009 года.
27 февраля 2011 года было объявлено, что Роб вместе с бывшим барабанщиком Chimaira, Кевин Телли, будут присоединяться к группе Six Feet Under. В ноябре 2011 году Арнольд покинул группу Chimaira по личным на то причинам. 22 мая 2012 года Six Feet Under объявили, что гитарист Ола Инглунд заменит Арнольда.

## Дискография

### Chimaira
- 1999 — This Present Darkness (мини-альбом)
- 2001 — Pass Out Of Existence
- 2003 — The Impossibility of Reason
- 2005 — Chimaira
- 2007 — Resurrection
- 2009 — The Infection
- 2011 — The Age of Hell

### Six Feet Under
- 2012 — Undead
- 2013 — Unborn
- 2018 — Unburied

### The Elite
- 2009 — The WW3 EP
- 2018 — Total Destruction

### The Disaster
- 2018 — Healing Process